# 素九鬼子
素 九鬼子（もと くきこ、本名：内藤 恵美子〈ないとう えみこ〉、1937年1月28日 - 2020年4月5日）は、日本の小説家。

## 経歴
愛媛県西条市生まれ。愛媛県立西条高等学校を1年で中退。結婚後に起稿された処女作『旅の重さ』の原稿を由起しげ子に送るが、そのままになっていた。由紀の死後、筑摩書房が遺品を整理中に偶然、原稿が発見されて刊行され、ベストセラーとなり、刊行後に知人からの知らせで初めて自分の作品が出版されていることを知り、名乗りでたあと作家となる。作品は映画化もされた（監督：斎藤耕一）。
1974年『パーマネントブルー』で直木賞候補、同年『大地の子守歌』、1975年「ひまやきりしたん」で三度直木賞候補となる。1977年以後、作家活動を停止していたが、2015年、ひさびさに新刊『冥土の季節』を上梓する。
夫は法政大学経営学部長を務めた内藤三郎。
2020年4月5日、老衰のため、茨城県の医療施設で死去。83歳没。

## 著書
- 『旅の重さ』筑摩書房 1972 のち角川文庫
- 『大地の子守歌』筑摩書房 1974
- 『パーマネントブルー』筑摩書房 1974
- 『烏女』角川書店 1977
- 『さよならのサーカス』筑摩書房 1977
- 『鬼の子ろろ』筑摩書房 1977
- 『冥土の季節』幻冬舎メディアコンサルティング 2015